# Муниципальный музей изящных искусств имени Хуана Мануэля Бланеса
Муниципальный музей изящных искусств имени Хуана Мануэля Бланеса (исп. Museo Municipal de Bellas Artes Juan Manuel Blanes ) — художественный музей в Монтевидео (Уругвай).

## Музей и коллекция
Музей был основан в 1930 году и специализируется на истории искусства Уругвая.
Расположен в парке Прадо столицы Уругвая по адресу: Авенида Миллан 4015.
Музей занимает здание виллы Палладио, построенное инженером Хуаном Альберто Капурро по заказу итальянского консула Хуана Баутисто Раффо в 1870 году. В отделке здания использовались лучшие строительные материалы, колонны и ступени лестниц выполнены из каррарского мрамора. Лестницы украшены статуями и декоративными вазами.
В 1929 году муниципалитет приобрел виллу у семье Аугусто Моралеса, чтобы разместить в ней музейную коллекцию. В том же году архитектор Эухенио Бароффио реконструировал здание, в частности были пристроены два больших выставочных зала с дневным освещением размером 8 на 25 метров, которые расположены симметрично вдоль продольной оси здания.
В 1975 году здание музея признано национальным историческим памятником.
Основу коллекции составляют работы уругвайских художников, рамещённые в нескольких залах, самыми крупными из которых являются:
- Зал Хуана Мануэля Бланеса, в котором находится постоянная экспозиция работ Хуана Мануэля Бланеса (1830—1901).
- Зал Педро Фигари, в котором находится постоянная экспозиция работ Педро Фигари (1861—1938)

В коллекции также представлены работы Карлоса Гонсалеса, Карлоса Альберто Кастельяноса, Педро Бланеса Виале, Рафаэля Баррадаса, Гильберто Беллини и Хосе Кунео.
Коллекция современного искусства второй половины XX века и начала XXI века представлена работами таких художников, как Хоакин Торрес Гарсия, Герман Кабрера, Хуан Хосе Нуньес, Эрнесто Вила, Лилиана Портер, Луис Камнитцер и Карлос Капелан.
В коллекции музея также представлены и произведения зарубежных мастеров — 2600 картин, гравюр, рисунков, других графических работ и более 200 скульптур различного происхождения. Европейская живопись представлена картинами Гюстава Курбе, Мориса де Вламинка, Мориса Утрилло, Рауля Дюфи, Ромеро де Торреса и других художников, графика — оригинальными гравюрами Альбрехта Дюрера, Рембрандта, Пабло Пикассо, Джованни Батиста Пиранези, Франсиско Гойи, Оноре Домье, Поля Гогена, Жана Батиста Коро и других известных графиков начиная с XVI и заканчивая XX веком.
Помимо экспозиционных залов в музее имеется конференц-зал, кафе, книжный киоск и магазин. Перед музеем расположен японский сад, единственный японский сад в Монтевидео.